# Нємкін Володимир Християнович
Нє́мкін Володи́мир Христия́нович (5 травня 1857, Харків, Російська імперія — 16 вересня 1908, Харків, Російська імперія) — український архітектор і педагог.

## Життєпис
Народився в Харкові 5 травня 1857 року у дворянській сім'ї. Батько — надвірний радник у відставці Християн Іванович Нємкін, проживав в Харкові з 1820-х років, з 1827 р. — викладач Харківського інституту шляхетних дівчат, вийшов у відставку в 1840 р., помер в 1873 р. Мати — Ганна Миколаївна Протопопова, дочка харківського чиновника дворянського походження. Брат — Микола, 1853 р.н., закінчив Харківський університет, працював лікарем.
Навчався в 3-й чоловічій гімназії в Харкові. У 1880—1985 рр. навчався в Петербурзькому Будівельному училищі (надалі Інститут цивільних інженерів), яке закінчив зі званням цивільного інженера.
Був направлений на роботу до Харкова помічником губернського архітектора Б. С. Покровського.
У 1885 році призначений на посаду єпархіального архітектора, що звільнилася у зв'язку зі смертю Ф. І. Данилова.
У 1886—1906 рр. поєднував роботу єпархіального архітектора з викладанням архітектурного креслення і малювання в Харківському технологічному інституті (на посаді професора).
У 1904 р. підготував до друку «Альбом іконостасів різних стилів» і «Технічні поради для церковно-будівельних комітетів», проте, чи були вони видані — не встановлено.
Нємкін жив у будинку на колишній вулиці Кінній (нині вул. Богдана Хмельницького, 18), побудованому за його проєктом для купця Бухарова, а потім у власному флігелі, спорудженому у дворі того ж будинку. Будинок і флігель збереглися, їхній вигляд спотворений пізнішими перебудовами.
У 1905 р. Нємкін захворів та виїхав до Криму для лікування. Перший час посаду єпархіального архітектора виконував В. В. Величко, який працював до цього помічником Нємкіна. З 25 жовтня 1905 р. обов'язки єпархіального архітектора виконував В. Н. Покровський (згодом він був єпархіальним архітектором).
У 1907 р. Нємкін пішов у відставку за станом здоров'я.
Нємкін помер 16 вересня 1908 р., похований у фамільному склепі на Івано-Усікновенському кладовищі Харкова (втрачений).

## Творчість
В Харкові В. Х. Нємкін спроєктував багато будинків, які на сьогодні мають статус пам'яток архітектури:
- Миколаївський собор на Миколаївській площі, 1887—1896. Зруйнований в 1930-х.
- Корпуси духовної семінарії на вул. Семінарській, 46.
- Зразкова школа при духовній семінарії.
- Міщанська богадільня на вул. Семінарській, 22 — 1890.
- Кирило-Мефодіївська церква на кладовищі (нині парк Машинобудівників) — 1887—1896, не збереглась.
- Єпархіальне управління (Консисторія) у Свято-Покровському монастирі — 1892—1903 рр., вул. Університетська, 4 (нині Центральний державний науково-технічний архів України)
- Озерянська церква у Свято-Покровському монастирі — 1896 р.
- Будинок настоятеля і ворота у Свято-Покровському монастирі, вул. Університетська, 8.
- Торговий дім монастиря — магазин-склад Жирардівської мануфактури — реконструкція 1889 р. вул. Університетська, 10.
- Келії з трапезною і готелем, вул. Університетська, 4.
- Озерянський храм на вул. Катеринославській (нині Полтавський Шлях, 124) — 1894—1901 рр.
- Церква Св. Костянтина і Єлени на ст. Харків-Сортувальна — 1907 р. Нині вул. Велика Панасівська, 199.
- Особняк на вул. Чернишевській, 27 — 1888 р.
- Церква Казанської ікони Божої Матері — 1901—1912 рр., вулиця Курилівська, 78

В. Х. Нємкін є автором численних храмових споруд в Харківській області (Богодухівський, Зміївський, Волчанський, Валківський, Куп'янський, Ізюмський райони), в Київській і Сумській областях.

## Галерея

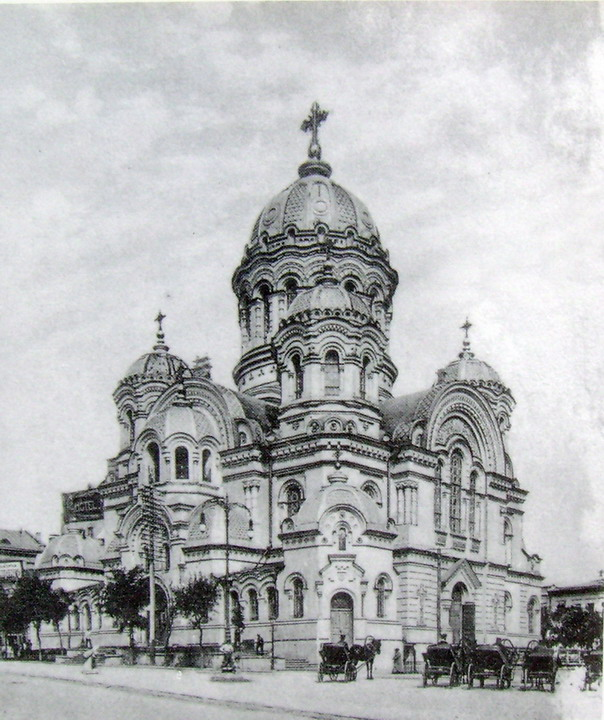
Миколаївський собор (Харків)
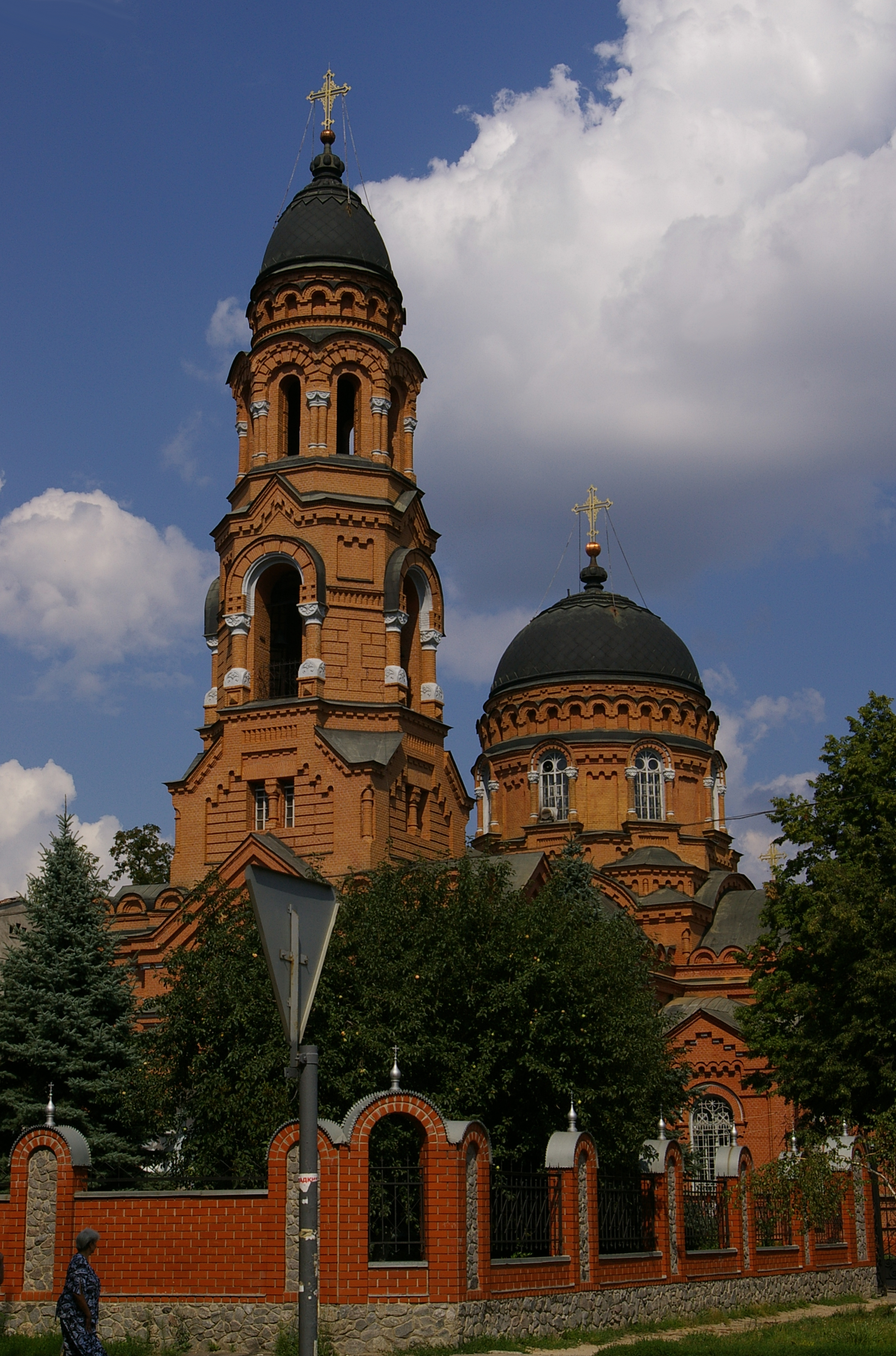
Озерянський храм (Харків)